# Nemanja Isaković
Nemanja „nexa“ Isaković (* 25. April 1997) ist ein serbischer E-Sportler in der Disziplin Counter-Strike: Global Offensive. Er spielt derzeit für das Team OG Esports.

## Karriere
Isaković startete seine Karriere im Dezember 2015 beim Team iNation. 2016 spielte er für verschiedene Teams einzelne Turniere. Im April 2017 folgte sein fester Wechsel zum Team Renegades. Nachdem er sich mit seinem Team nicht für das folgende Major qualifizieren konnte, erreichte er in der DreamHack Open Atlanta 2017 den 3.–4. Platz. Im November wechselte er zum Clan Mans not Hot. Im März 2018 wurde sein Team von der britischen Organisation The Imperial verpflichtet. Mit seinem Team konnte er die Copenhagen Games 2018 und die DreamHack Open Summer 2018 gewinnen. Im November verließ er das Team und schloss sich Valiance an.
2019 gewann er die United Masters League Season 1 und er erreichte einen zweiten Platz bei der DreamHack Open Tours 2019. Im September nahm er erstmals an einem Major, dem StarLadder Berlin Major 2019, teil. Er beendete das Turnier auf dem 9.–11. Platz. Im September 2019 wechselte er zum Team G2 Esports. Mit G2 erreichte Isaković 2019 einen zweiten Platz bei der cs_summit 5 und einen Sieg im Champions Cup Finals. In der ersten Jahreshälfte 2020 erzielte er das Finale in der IEM Katowice 2020, der ESL One: Road to Rio – Europe und dem DreamHack Masters Spring 2020: Europe. Nach der Sommerpause erreichte er das Halbfinale in der ESL One: Cologne 2020 Online – Europe und der Intel Extreme Masters XV – Beijing Online: Europe.
2021 erreichte er das Halbfinale bei der DreamHack Masters Spring 2021 und der Intel Extreme Masters XVI – Summer. Zudem beendete er die Flashpoint Season 3 und das BLAST Premier: Spring Finals 2021 auf dem 3. Platz. Das Intel Extreme Masters XVI – Cologne 2021, welches das erste internationale Lan-Turnier seit Anfang 2020 war, beendete er mit einer Niederlage gegen Natus Vincere auf dem zweiten Platz. Im Major PGL Major Stockholm 2021 erreichte er das Finale, wo er gegen Natus Vincere mit 2:0 unterlegen war. Er konnte mit G2 mehrmals die Playoffs erreichen und platzierte sich damit des Öfteren in den vorderen drei Platzierungen vieler hochdotierterter Turniere. Nach zwei Jahren bei G2 entschloss sich Isaković die Rolle des Ingame Leaders aufzugeben, da er das Team nicht nach seinen Vorstellungen führen konnte. Im Januar schloss er sich der Organisation OG an, wobei er und Aleksi Virolainen die Teams tauschten.
2022 erreichte er mit seinem neuen Team das Halbfinale in der Global Esports Tour Dubai 2022, dem Blast Premier: Spring Finals 2022 und dem BLAST Premier: World Final 2022. Im Februar 2023 ließ er sich aus persönlichen Gründen vorübergehend auf die Bank setzten. Im Juni kehrte er zur aktiven Startaufstellung zurück. Im November wechselte er zurück zu G2 Esports. 2024 siege er mit G2 bei der Intel Extreme Masters Dallas 2024. Überdies erreichte er das Halbfinale im ersten Major des Jahres, dem PGL Major: Kopenhagen 2024 sowie in der Intel Extreme Masters Chengdu 2024. Im Juli 2024 wurde er bei G2 Esports auf die Bank gesetzt. Wenige Wochen später wechselte er zum Team BLEED. Im Oktober verließ er gemeinsam mit seinen Mitspielern den Clan, nachdem bekannt wurde, dass die Organisation die Gehälter nicht vertragsgemäß zahlte. Anschließend spielte er mit seinen Mitspielern unter den Namen UNPAID mit dem RES Regional Champions ein finales Turnier, in welchem erreichte er das Finale erreichte. Im Februar 2025 wechselte Isaković zu BC.Game.
Mit einem gewonnenen Preisgeld von über 400,000.00 $ ist er nach Preisgeld einer der erfolgreichsten E-Sportler Serbiens.

## Erfolge
Die folgende Tabelle zeigt die wichtigsten Erfolge von Isaković. Da Counter-Strike in Fünferteams gespielt wird, entsprechen die dargestellten Preisgelder einem Fünftel des gewonnenen Gesamtpreisgeldes des jeweiligen Teams.
| Jahr | Platz   | Turnier                               | Team         | Persönliches Preisgeld |
| ---- | ------- | ------------------------------------- | ------------ | ---------------------- |
| 2017 | 3. – 4. | DreamHack Open Atlanta 2017           | Renegades    | 02.000 $               |
| 2018 | 1.      | Copenhagen Games 2018                 | The Imperial | 010.000 $              |
| 2018 | 1.      | DreamHack Open Summer 2018            | The Imperial | 010.000 $              |
| 2018 | 3. – 4. | DreamHack Open Montreal 2018          | The Imperial | 02.000 $               |
| 2019 | 1.      | United Masters League Season 1        | Valiance     | 010.000 $              |
| 2019 | 3. – 4. | DreamHack Open Rio de Janeiro 2019    | Valiance     | 02.000 $               |
| 2019 | 2.      | DreamHack Open Tours 2019             | Valiance     | 04.000 $               |
| 2019 | 2.      | Arctic Invitational 2019              | Cr4zy        | 04.000 €               |
| 2019 | 2.      | cs_summit 5                           | G2 Esports   | 07.900 $               |
| 2019 | 1.      | Champions Cup Finals                  | G2 Esports   | 030.000 $              |
| 2020 | 2.      | IEM Katowice 2020                     | G2 Esports   | 020.000 $              |
| 2020 | 2.      | ESL One: Road to Rio - Europe         | G2 Esports   | 04.300 $               |
| 2020 | 2.      | DreamHack Masters Spring 2020: Europe | G2 Esports   | 05.600 $               |
| 2020 | 3. – 4. | ESL One: Cologne 2020 Online - Europe | G2 Esports   | 05.000 $               |
| 2020 | 3. – 4. | IEM Beijing-Haidian 2020 Europe       | G2 Esports   | 02.400 $               |
| 2021 | 3. – 4. | DreamHack Masters Spring 2021         | G2 Esports   | 04.000 $               |
| 2021 | 3.      | Flashpoint Season 3                   | G2 Esports   | 01.400 $               |
| 2021 | 3. – 4. | IEM Summer 2021                       | G2 Esports   | 04.000 $               |
| 2021 | 3.      | Blast Premier: Spring Finals 2021     | G2 Esports   | 08.000 $               |
| 2021 | 2.      | IEM Cologne 2021                      | G2 Esports   | 036.000 $              |
| 2021 | 2.      | PGL Major: Stockholm 2021             | G2 Esports   | 060.000 $              |
| 2022 | 3. – 4. | Global Esports Tour Dubai 2022        | OG           | 05.000 $               |
| 2022 | 3. – 4. | Blast Premier: Spring Finals 2022     | OG           | 08.000 $               |
| 2022 | 3. – 4. | Blast Premier: World Final 2022       | OG           | 017.000 $              |
| 2024 | 3. – 4. | PGL Major: Kopenhagen 2024            | G2 Esports   | 016.000 $              |
| 2024 | 3. – 4. | Intel Extreme Masters Chengdu 2024    | G2 Esports   | 04.000 $               |
| 2024 | 1.      | Intel Extreme Masters Dallas 2024     | G2 Esports   | 020.000 $              |
| 2024 | 2.      | RES Regional Champions                | UNPAID       | 010.000 $              |